# Vár a holnap (Wolf Kati-album)
Wolf Kati nagylemeze, amit az X-Faktor és az Eurovíziós Dalfesztivál után jelentetett meg, Vár a holnap címet kapta.

## Az album dalai[1]
1. Szerelem, miért múlsz? (Rakonczai Viktor-Rácz Gergő-Geszti Péter)
2. Vár a holnap (Rakonczai Viktor-Rácz Gergő-Szente Vajk)
3. Angyal (Szűcs Norbert-Szente Vajk)
4. Játék (Wolf Péter)
5. Körforgás (Szűcs Norbert)
6. Az, aki voltam (Symbien-Sztevanovity Dusán)
7. Mától minden máshogy lesz (Szűcs Norbert-Czutor Zoltán)
8. Kéz (Wolf Péter-Miklós Tibor)
9. Remeg a föld is (Dajka Krisztián-Nemes Csaba-Janky Balázs)
10. Várj még (Wolf Péter-Czutor Zoltán)
11. Rám talált (Szűcs Norbert)
12. Lángolj (Symbien-Sztevanovity Dusán)
13. From Sarah With Love (Kay Denar-Rob Tyger)
14. What About My Dreams (Rakonczai Viktor-Rácz Gergő-Johnny K. Palmer-Geszti Péter)
15. Life Goes On (Rakonczai Viktor-Rácz Gergő-Mozsik Imre)
16. Szerelem, miért múlsz? DJ Dominique remix (Rakonczai Viktor-Rácz Gergő-Geszti Péter)

## Közreműködtek
- Wolf Kati - ének, vokál
- Rakonczai Viktor - hangszerelés, vokál
- Rácz Gergő - hangszerelés, vokál
- Symbien - hangszerelés
- Szűcs Norbert - hangszerelés
- Ambrus Rita - vokál
- Wolf Péter - zongora
- Nemes Csaba - hangszerelés
- Dajka Krisztián - gitár